# Fort de Penthièvre
Le fort de Penthièvre est un ouvrage fortifié située sur la commune de Saint-Pierre-Quiberon dans le Morbihan en France.

## Géographie
Le fort de Penthièvre, placé à l'entrée de la presqu'île de Quiberon en commande l'accès au niveau de l'isthme, très étroit à cet endroit.

## Historique

### Temps modernes
À la suite du siège de Lorient et du pillage de la presqu'île de Quiberon en 1746, la construction d'un nouvel ouvrage défensif est décidée en 1747 dans un cadre plus global de renforcement des défenses du littoral sud de Bretagne (le Fort-Bloqué et le fort Cigogne en feront également partie). Suivant les projets de M. de Marolles, la construction d'un ouvrage fermant la route de la presqu'île est entreprise par le gouverneur de Bretagne de l'époque, Louis Jean Marie de Bourbon, duc de Penthièvre, qui lui donnera son nom. Le fort est bâti sur un escarpement (La Palice) à l'endroit le plus étroit de la presqu'île.

### Révolution française
En 1795, les royalistes débarqués sur la presqu'île assiègent dès le 27 juin le fort, renommé fort Sans-Culotte, qui finit par tomber après quatre jours, ses défenseurs étant à court de vivres. Quatre cents d'entre eux (sur les 700 que le fort comptait) acceptent alors de s'enrôler dans l'armée catholique et royale. Signalant la fin de l'expédition, celui-ci sera repris par les troupes du général Hoche. Pendant quelques années, il sera laissé en déshérence. En 1800, sous l'impulsion du Premier Consul et d'Armand de Marescot, le fort est renforcé et modernisé alors que la France vient de vaincre la Deuxième Coalition. Les améliorations vont continuer pendant toute la première moitié du XIXe siècle, donnant à l'édifice son allure actuelle, qui s'inspire des ouvrages défensifs de Vauban au siècle précédent. En 1917, le fort sert de prison aux prisonniers allemands de la Première Guerre mondiale.

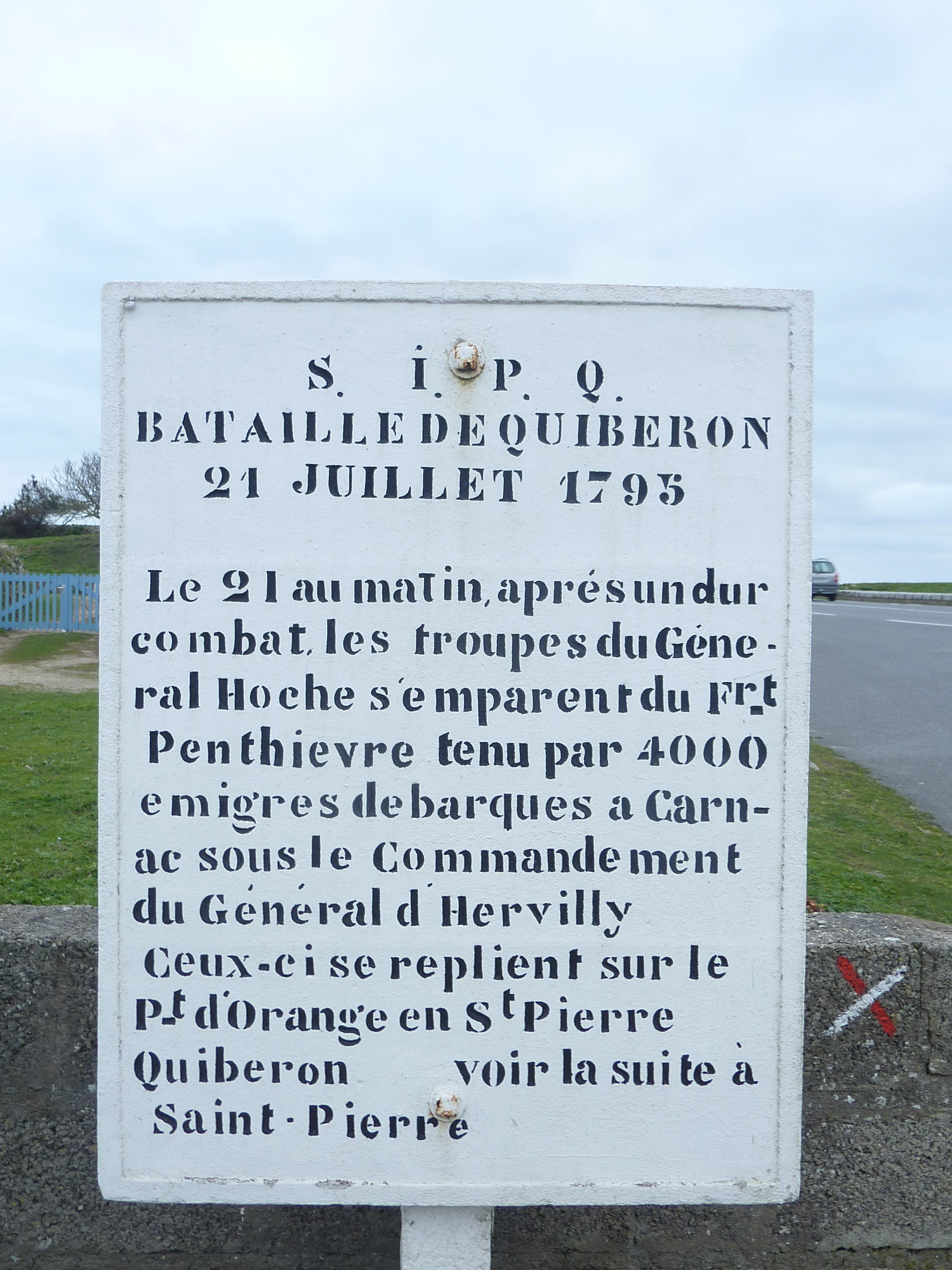
Panneau commémoratif de la bataille de Quiberon du 21 juillet 1795, près du fort de Penthièvre.

### LeXIXesiècle

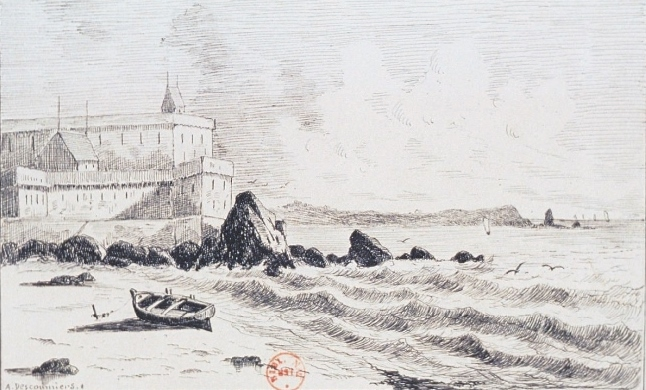
Le fort de Penthièvre au XIXe siècle (dessin de A. Descoumiers).

### Première Guerre mondiale
Le fort de Penthièvre servit de lieu de détention pour des prisonniers allemands pendant la Première Guerre mondiale.

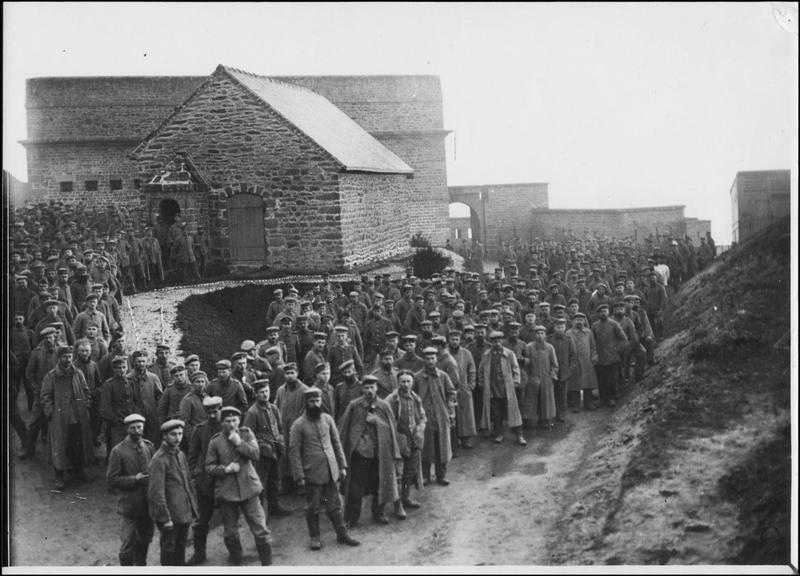
Rassemblement de prisonniers allemands devant l'entrée du fort de Penthièvre (29 octobre 1915).
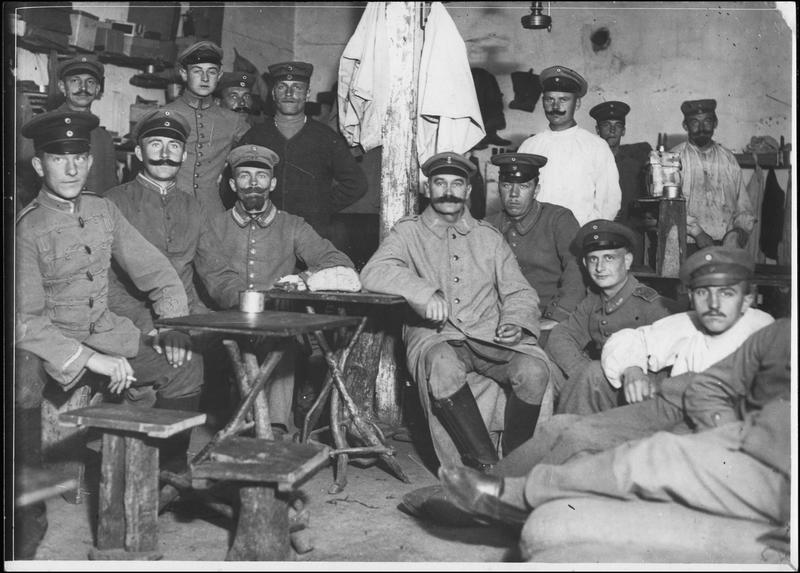
Groupe de prisonniers allemands.
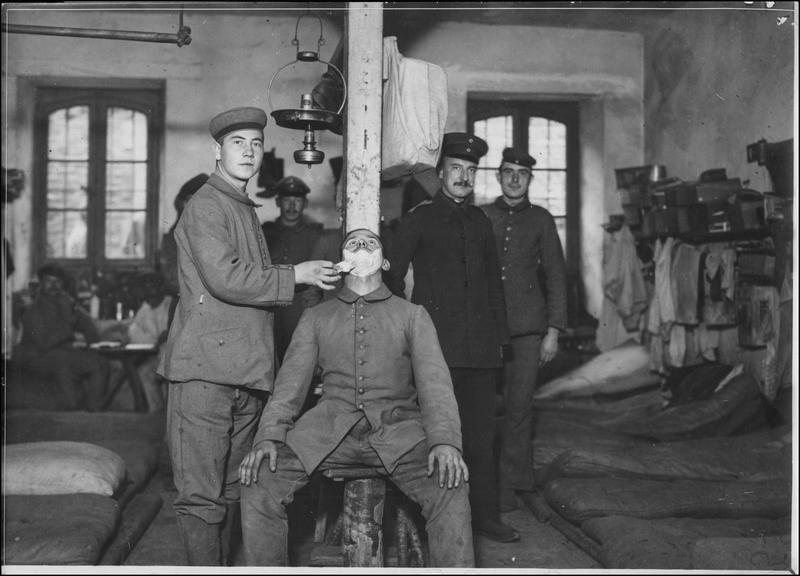
Le coiffeur des prisonniers allemands.

### Seconde Guerre mondiale
Le fort de Penthièvre fait l’objet d’une inscription au titre des monuments historiques depuis le 23 juin 1933.
Cette même année, il passe à la Marine, mais reste désaffecté.

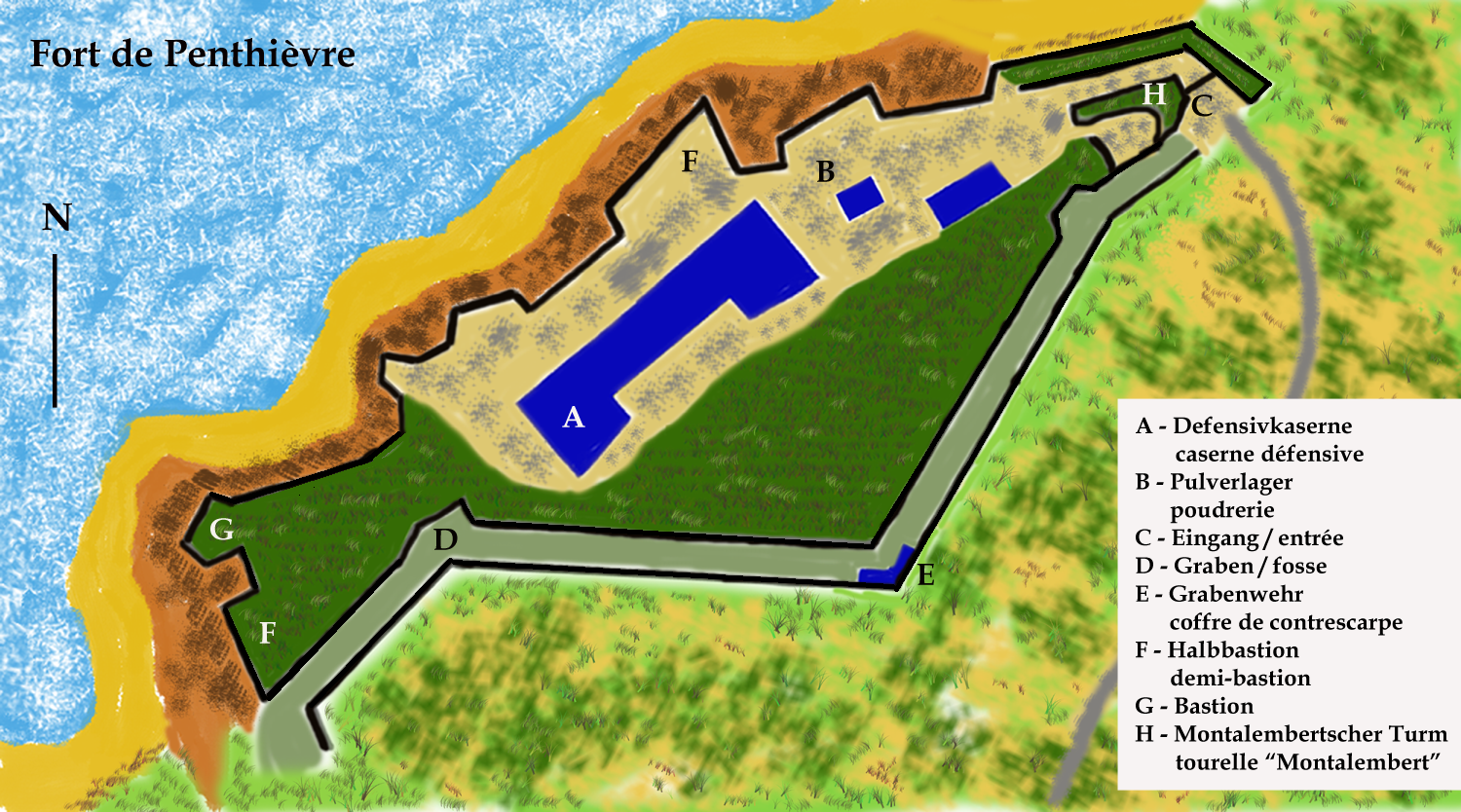
Plan du fort

Durant la Seconde Guerre mondiale, les forces allemandes intègrent cet ouvrage à leur dispositif de Mur de l'Atlantique. Il sert également de geôle et de lieu d'exécution à la fin de la guerre : 59 résistants y ont trouvé la mort entre avril et juillet 1944 dont 50 le 13 juillet 1944. Un monument a été érigé sur le site en leur mémoire,.
Les troupes américaines avançaient rapidement, l'occupant ne tenait pas à ce qu'elles trouvent les prisons pleines. Ce jour-là [12 juillet 1944] le chef de la Gestapo de la garnison vint trouver le colonel Reese, dont le P.C. était installé à Arradon et lui demanda de fusiller un groupe de 50 français qui se trouvaient détenus à la prison de Vannes. Ils étaient pour la plupart originaires de Locminé. « Sans discuter, et en y mettant même un certain empressement le colonel accepta et me donna l'ordre de faire exécuter la sentence. Je tentais de me débarrasser de cette corvée en arguant qu'il nous serait difficile de faire creuser une fosse dans ce terrain rocheux ». Les détenus furent conduits au fort de Penthièvre et emmenés deux par deux devant le peloton d'exécution composé de soldats de l'armée Vlassov commandés par le lieutenant Wassilenko, un Géorgien, un ivrogne à demi-fou, placé sous les ordres du lieutenant Sülling, commandant du fort. Les morts et les agonisants furent ensuite jetés dans un étroit boyau au pied des douves qui fut muré afin d'effacer toute trace du forfait.
D'autres résistants étaient détenus sur place ; une pièce était aménagée en chambre de torture et des membres de la Gestapo de Vannes venaient régulièrement au fort interroger les prisonniers avec leurs méthodes habituelles : par exemple, selon un témoignage, « un détenu de Cléguérec était tabassé tous les jours. On voulait lui faire avouer des choses qu'il n'avait pas faites. Quelle leçon de courage il nous a donnée ! Il s'appelait Jérôme Fraboulet. Un soir ils lui ont attaché les mains derrière le dos, entravé les jambes, puis ils lui ont mis une ficelle autour des parties [génitales], l'ont tortillée avec une pointe. Les organes génitaux sont devenus noirs ».

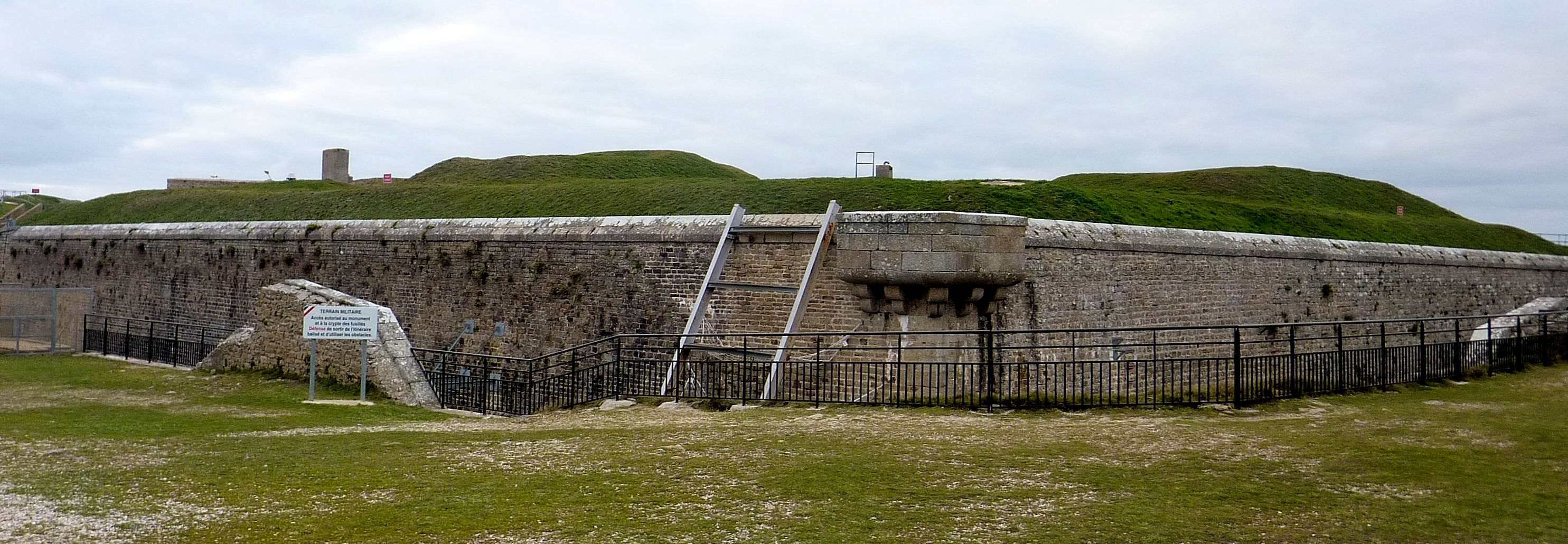
Le fort de Penthièvre.
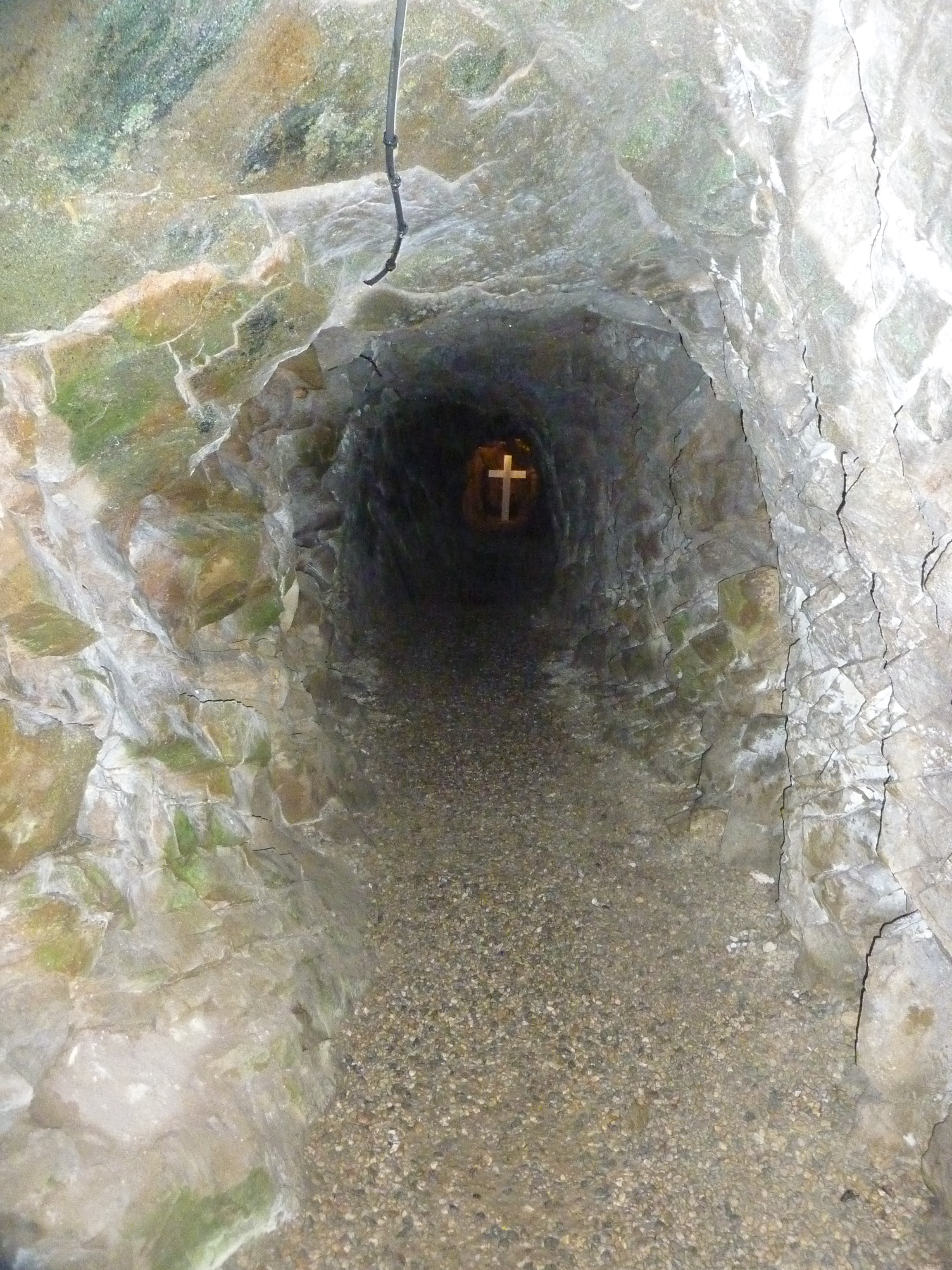
Le boyau creusé dans la roche dans lequel furent déposés les corps des 50 résistants fusillés le 13 juillet 1944 au fort de Penthièvre.
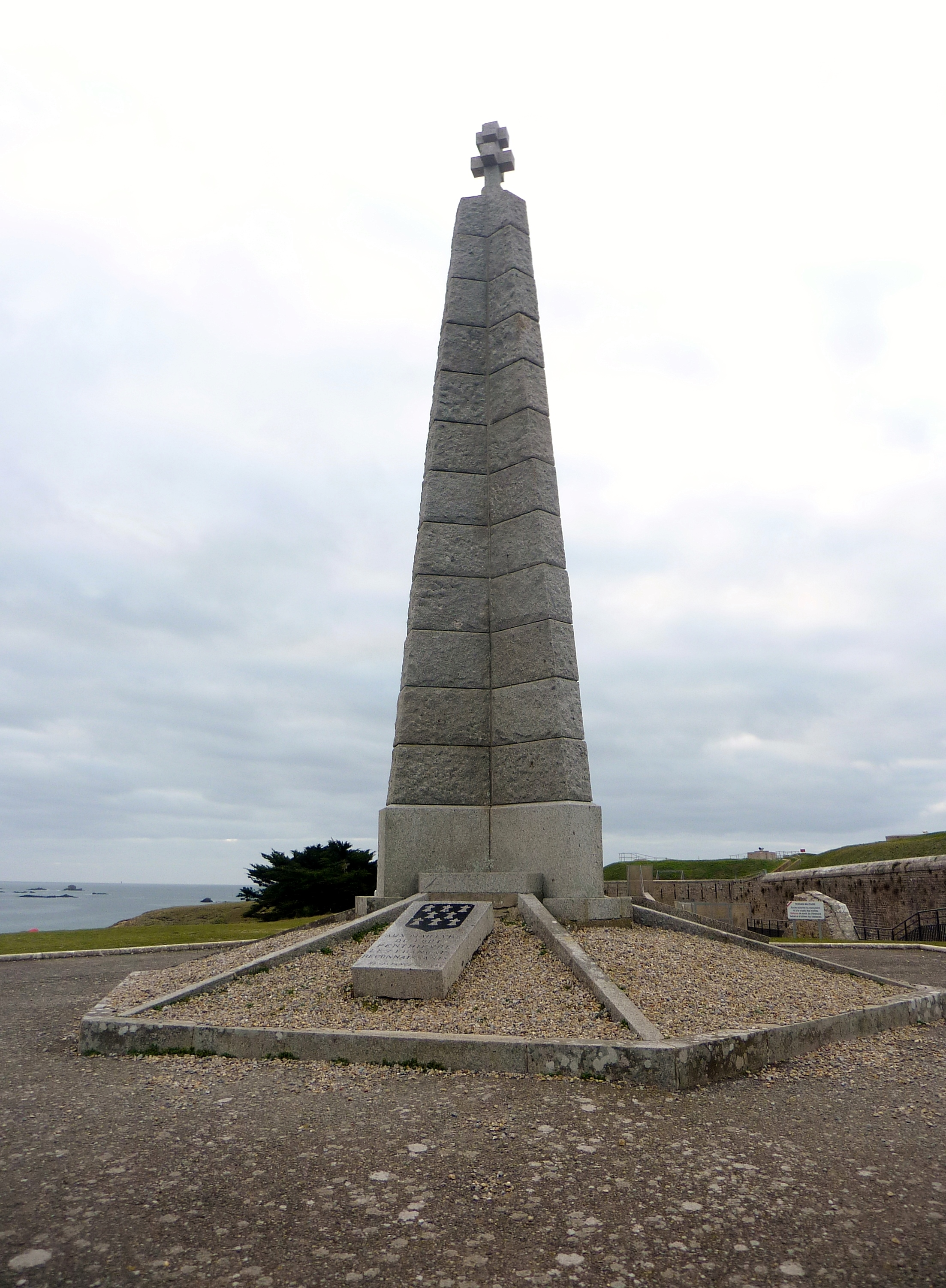
Le monument commémoratif en la mémoire des résistants emprisonnés au fort de Penthièvre.
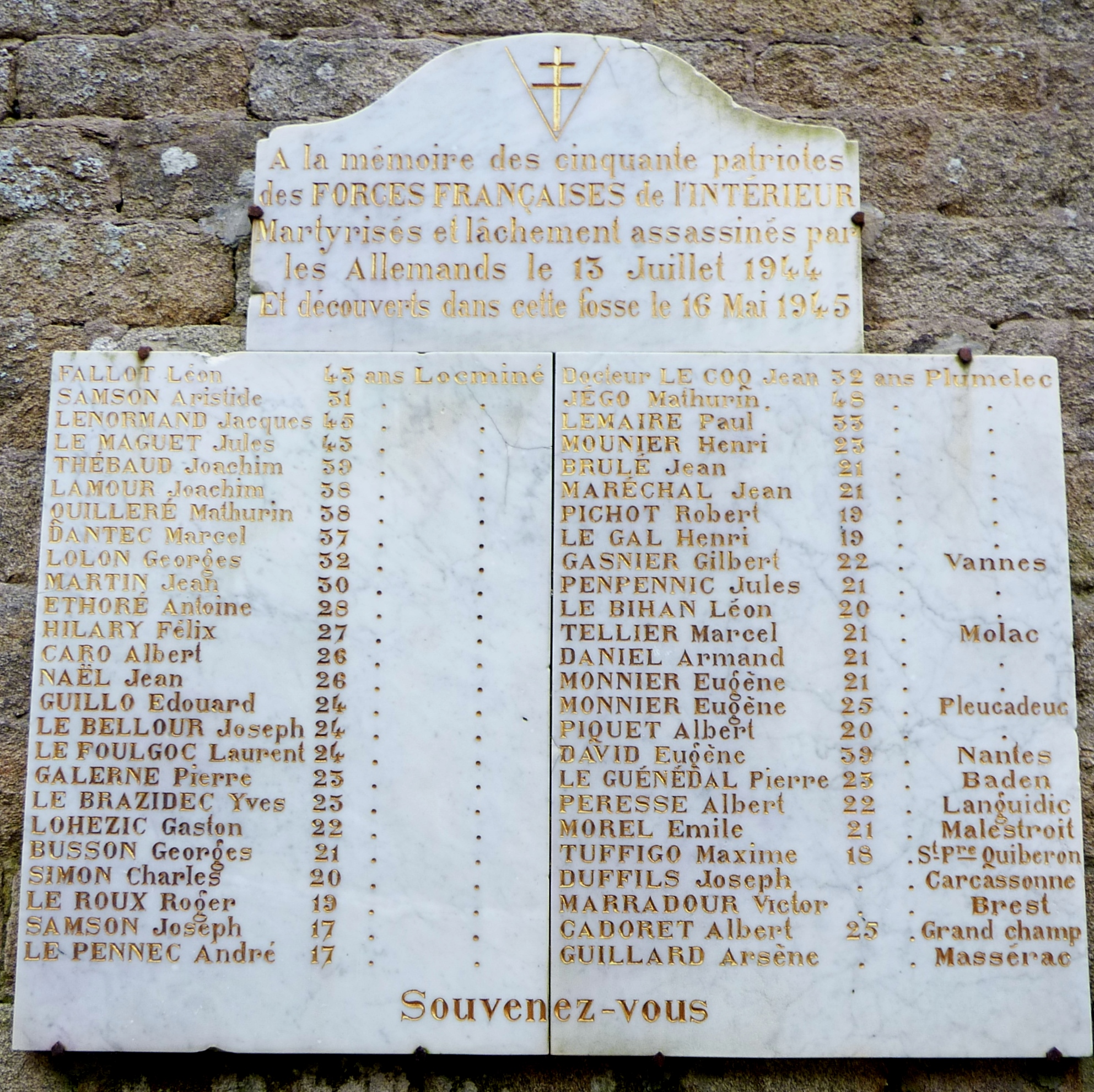
Plaque commémorative à la mémoire des 50 résistants torturés et assassinés au fort de Penthièvre par les Allemands le 13 juillet 1944.

### L'après Seconde Guerre mondiale

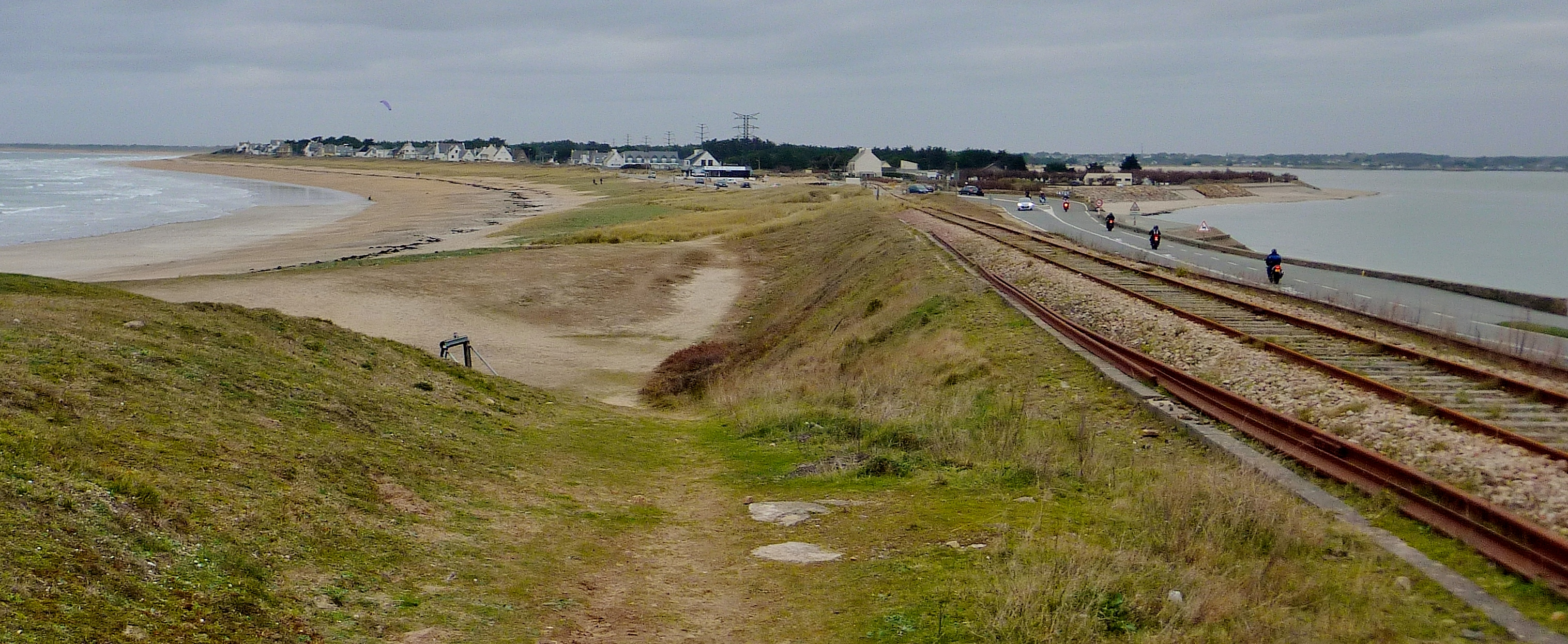
L'isthme de Quiberon vu depuis le fort de Penthièvre.

Le 3e régiment d'infanterie de marine de Vannes s'en sert de base d'entraînement depuis 1969.
En 2016, il sert de décor à un épisode de la série télévisée Agathe Koltès.